# Ático Eusébio da Rocha
Ático Eusébio da Rocha (* 10. März 1882 in Inhambupe; † 11. April 1950) war ein brasilianischer Geistlicher und römisch-katholischer Erzbischof von Curitiba.

## Leben
Ático Eusébio da Rocha empfing am 27. August 1905 das Sakrament der Priesterweihe.
Am 27. Oktober 1922 ernannte ihn Papst Pius XI. zum Bischof von Santa Maria. Der Erzbischof von São Salvador da Bahia, Jerônimo Tomé da Silva, spendete ihm am 15. April 1923 die Bischofsweihe; Mitkonsekratoren waren der Bischof von Aracaju, José Tomas Gomes da Silva, und der Bischof von Ilhéus, Manoel Antônio de Paiva.
Pius XI. bestellte ihn am 17. Dezember 1928 zum ersten Bischof von Cafelândia. Die Amtseinführung fand am 9. Juni 1929 statt. Am 16. Dezember 1935 ernannte ihn Papst Pius XI. zum Erzbischof von Curitiba.